# 卡尔·夏伊
卡尔·莱斯利·夏伊（英語：Carl Leslie Shy，1908年9月13日—1991年12月17日），美国篮球运动员，曾代表美国参加1936年夏季奥运会男子篮球比赛，并获得金牌。他还为加州大学洛杉矶分校打了大学篮球。